# Escuela de Especialización
El Centro de Perfeccionamiento de la Guardia Civil (CPGC), es un centro de enseñanza de especialización de la Guardia CIvil que tiene por objeto proporcionar a su personal los conocimientos jurídicos y técnico policiales requeridos en sus especialidades. Su sede se encuentra en las instalaciones del Colegio de Guardias Jóvenes «Duque de Ahumada», en la localidad madrileña de Valdemoro. Fue establecido en virtud de la Orden PCI/349/2019 de 25 de marzo. Su labor docente está organizada en seis áreas:
1. Área de Policía Judicial:
  1. Curso de Especialistas en Policía Judicial.
  2. Curso de Investigación Operativa.
  3. Curso de Investigación Técnica.
  4. Curso de Investigación Criminalística de Incendios.
  5. Curso de Negociadores.
2. Área de Protección de la Naturaleza:
  1. Curso Superior de Especialistas en Protección de la Naturaleza.
  2. Curso sobre Protección del Medio Ambiente y del Patrimonio, para Oficiales Iberoamericanos.
  3. Curso Básico para Suboficiales (Oficinas Técnicas).
  4. Curso de Especialistas en Protección de la Naturaleza (Equipos).
  5. Curso de Especialistas en Protección de la Naturaleza (Patrullas).
3. Área de Fiscal y de Fronteras:
  1. Curso Superior de Fiscal y Fronteras.
  2. Curso de Especialistas Fiscales Aduaneros para Oficiales.
  3. Curso de Especialistas Fiscales Aduaneros para Suboficiales, cabos primeros, cabos y Guardias Civiles.
4. Área de Intervención de Armas y Explosivos:
  1. Curso de Especialistas en Intervención de Armas y Explosivos para Oficiales.
  2. Curso Básico de Especialización sobre Armas y Explosivos para Suboficiales, Cabos Primeros, Cabos y Guardias Civiles.
5. Área de Información:
  1. Cursos para la Obtención y Elaboración de Información.
6. Otras actividades formativas:
  1. Cursos de idiomas.
  2. Cursos  especiales para policías extranjeros.
  3. Invitación a policías extranjeros a cursos de distintas áreas.
  4. Seminarios de ambientación y reciclaje.
  5. Jornadas de formación.